# Parcul Obor

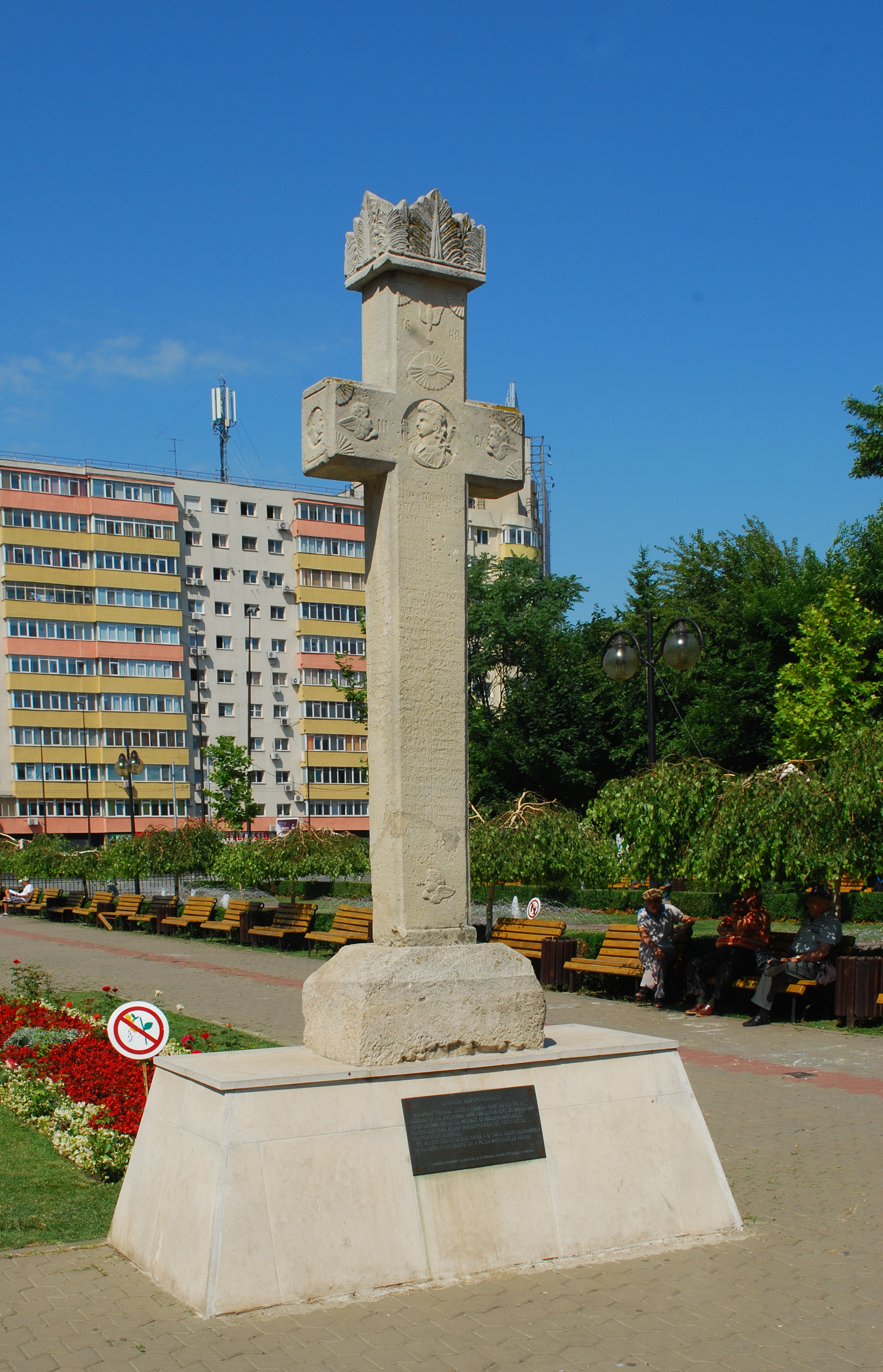
Crucea de piatră din parcul Obor

Parcul Obor este un parc situat în fața primăriei sectorului 2 al Bucureștiului.